# Cache County
Cache County je okres ve státě Utah v USA. K roku 2010 zde žilo 112 656 obyvatel, v roce 2000 zde žilo jen 91 391. Správním městem okresu je Logan, které je rovněž jeho největším městem. Celková rozloha okresu činí 3 038 km².